# Rådasjön (Fotskäls socken, Västergötland)
Rådasjön är en sjö i Marks kommun i Västergötland och ingår i Viskans huvudavrinningsområde.